# 다부세정
다부세정(일본어: 田布施町)은 일본 야마구치현 남동부에 있는 구마게군의 정이다.
기시 노부스케, 사토 에이사쿠 두 명의 내각총리대신을 배출하였다. 두 명의 총리를 배출한 정은 전국에서도 다부세정뿐이다.

## 지리
무로쓰 반도의 밑, 세토 내해 연안에서 내륙을 향해 정역이 퍼져 있다. 세토 내해에 떠 있는 외딴 섬인 우마시마섬을 포함하며 내륙부에는 야나이시와 이와쿠니시에 둘러싸인 월경지가 존재한다.

## 역사
- 1921년 2월 11일 - 다부세촌이 정으로 승격해 (구) 다부세정이 되었다.
- 1955년 1월 1일 - 구 다부세정, 조난촌, 오고촌, 마리후촌이 합병해 새로운 다부세정이 성립하였다.

## 교통

### 철도
- 서일본 여객철도 산요 본선

### 도로
- 국도 제188호선

## 같이 보기
- 조슈번
- 세이와 정책연구회 - 자유민주당의 최대 파벌